# Simfonia Lalelelor
Simfonia Lalelelor este un festival dendro-floricol care se desfășoară în municipiul Pitești în fiecare an, începând cu anul 1978.

## Istorie
La prima ediție a evenimentului, care s-a desfășurat în perioada 6-9 mai 1978 și a fost organizată de Consiliul Popular al Municipiului Pitești, în colaborare cu alte instituții locale, cu prilejul împlinirii a zece ani de la declararea Piteștiului, municipiu, au participat doar 18 unități de profil. Expoziția tradițională de flori, plante de apartament și aranjamente florale, avea să devină tradițională. 
„Simpozionul pe teme de floricultură și spații verzi a durat numai primele două zile, iar expoziția a fost deschisă pe parcursul celor 4 zile. Au fost prezentate 18 comunicări științifice din domeniul floriculturii, botanicii și spațiilor verzi.Logo-ul Simfoniei lalelelor a fost creat de designerul piteștean Dan Pavel. Creat în 2007 a făcut obiectul unei secțiuni a proiectului de masterat din cadrul Catedrei de design de la Universitatea Națională de Arte din București fiind prezentat Primăriei municipiului Pitești ca propunere pentru simbolul orașului”.
Prima ediție a evenimentului a fost oglindit și în presa vremii. „Secera și ciocanul” , periodicul argeșean apărut între 1951-1989 (actualul „Argeșul”), a relatat pe larg cu ocazia primei ediții, noutăți din culisele exponatelor, cu titlul mare: „O interesantă manifestare dedicată florilor, zonelor verzi, frumosului cotidian - Simfonia lalelor - Pitești ’78”.
La cea de-a treia ediție a „Simfoniei lalelor” organizată de către Comisia Centrală de Floricultură, Dendrologie și Arhitectură Peisagistică București și Trustul Pomiculturii Mărăcineni - Pitești”, expoziția s-a lărgit în afara holului Casei Sindicatelor și în piața din afara acesteia.

## Legăturiexterne
- Site oficial Arhivat în 22 decembrie 2016, la Wayback Machine.